# Bartolo di Fredi
Bartolo di Fredi (Siena, 1330 - 1410) foi um pintor membro da Escola Sienesa. Tinha um grande estúdio e foi um dos mais influentes pintores na segunda metade do século XIV, em Siena. Seu estilo é marcado pela rejeição às figuras concretas associadas a Pietro Lorenzetti a favor de uma decoração mais terrena, ao estilo de Simone Martini e Duccio. 